# MEKA
MEKA es ante todo un emulador de Sega Master System. También emula el SG-1000, SC-3000, SF-7000, Sega Mark III, Sega Game Gear, ColecoVision y Othello Multivision. Tiene soporte para ROMs comprimidas en ZIP, pueden guardar capturas de pantalla en formato PNG, puede crear y guardar estados de Sega Master System y Game Gear. 
MEKA incluye un depurador completamente equipado y diversas herramientas de hacking y auditoría, lo que le permite ser utilizado como una poderosa plataforma de programación o ingeniería inversa de software en los sistemas soportados. 
MEKA toma su nombre del dragón Meka (o Mecha) en el juego de Master System Wonder Boy III: Dragon's Trap. 
La versión 0.70 fue liberada el 3 de abril de 2005 bajo una licencia de código abierto. Desde entonces, ha habido dos versiones oficiales, la 0.71 el 25 de junio de 2005 y la 0.72 el 17 de mayo de 2007. entre ambas hubo varios trabajos en progreso en lo que se añadieron características como soporte de color de 16 bits y 32 bits.

## Desarrolladores Mekaeneko
- Omar Cornut ("Bock") : emulación de máquinas, interfaz gráfica de usuario, y otras cosas. Es el principal desarrollador de MEKA.
- Hiromitsu Shioya ("Hiro-shi") : trabajó en el motor de sonido original de MEKA en los primeros años. Su obra pone de manifiesto en el principal motor de sonido, la emulación YM2413 a través de la OPL y la interfaz de sonido para la librería de audio SEAL.
- Marat Fayzullin ("Rst38h") : escribió un núcleo de emulación Z80 para uno de sus trabajos de emulación, que es usado en MEKA. Omar Cornut trajo soluciones y mejoras para el núcleo, pero la mayoría de los trabajos es de Marat. Es además uno de los principales autores de emuladores.
- Mitsutaka Okazaki : Escribió un emulador digital de YM2413 llamado Emu2413, que se implementó en MEKA.
- "Maxim" : Colaboró trabajando e investigando el chip de sonido Texas Instruments SN76496 y el emulador original de PSG.
- Ulrich Cordes : escribió un emulador del controlador de disquete NEC 765 que se utilizó como base para emular el controlador de disquete del SF-7000.

## Recepción
Retro Gamer publicó que Meka es "considerado como el mejor emulador de Master System/Game Gear existente".